# Riccardia fastigiata
Riccardia fastigiata là một loài rêu trong họ Aneuraceae. Loài này được Lehm. Trevis. mô tả khoa học đầu tiên năm 1877.